# 宝楊路駅
座標: 北緯31度23分49秒 東経121度28分27秒 / 北緯31.39694度 東経121.47417度
宝楊路駅（ほうようろえき）は中華人民共和国上海市宝山区に位置する上海軌道交通3号線の駅。

## 駅構造

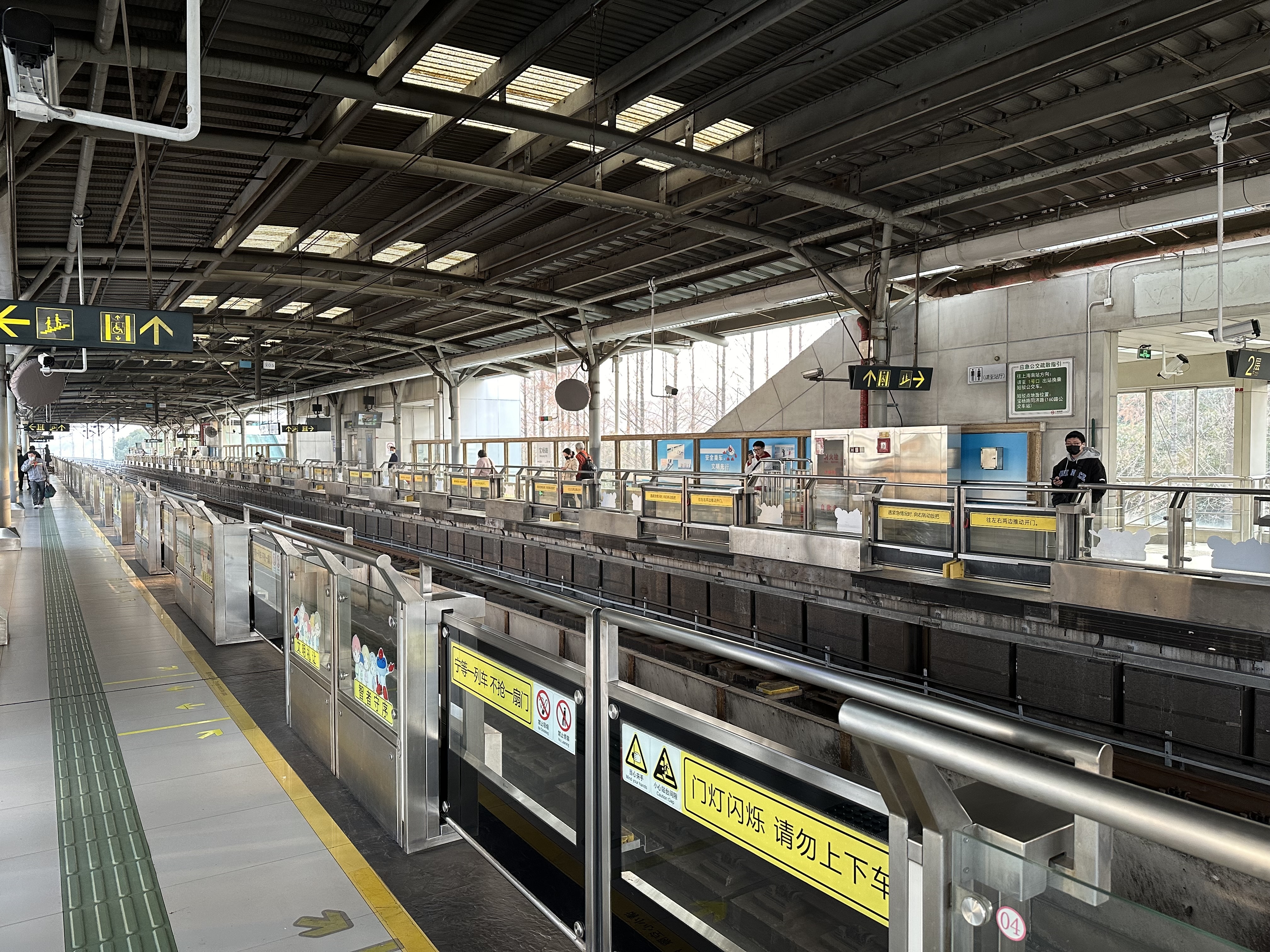
ホーム

相対式ホーム2面2線を有する高架駅。

## 歴史
- 2006年12月18日 - 開業。

## 隣の駅
上海軌道交通
■3号線
水産路駅 - 宝楊路駅 - 友誼路駅